# خياطة الشتاء على بشرتي
خياطة الشتاء على بشرتي (بالإنجليزية: Sew the Winter to My Skin) هو فيلم أكشن جنوب أفريقي صدر سنة 2018 وأخرجه جميل كيبيكا. عُرض الفيلم في قسم السينما العالمية المعاصرة في دورة 2018 من مهرجان تورنتو السينمائي الدولي. اختير الفيلم ليكون الترشيح الرسمي لجنوب أفريقيا بخصوص جائزة الأوسكار لأفضل فيلم بلغة أجنبية في حفل توزيع جوائز الأوسكار الحادي والتسعون، لكنه لم يتم ترشيحه في النهاية.

## طاقم التمثيل
- كانديس مككلور في دور غولدن آيز.
- بيتر كورت في دور بوتا.
- ديف والبول في دور الطفل ذي الوشاح.

## روابط خارجية
خياطة الشتاء على بشرتي على موقع IMDb (الإنجليزية)
- خياطة الشتاء على بشرتي على موقع روتن توميتوز (الإنجليزية)
- خياطة الشتاء على بشرتي على موقع قاعدة بيانات الفيلم (الإنجليزية)
- خياطة الشتاء على بشرتي على موقع ليتربوكسد (الإنجليزية)
- خياطة الشتاء على بشرتي على موقع كينوبويسك (الروسية)